# Kap Lloyd
Kap Lloyd ist das Nordkap von Clarence Island im Archipel der Südlichen Shetlandinseln. Es markiert die nördliche Begrenzung der Einfahrt zur Kutela Cove.
Der britische Seefahrer Edward Bransfield benannte das Kap 1820 während seiner Fahrt mit der Brigg Williams in den Gewässern um die Südlichen Shetlandinseln als Lloyd Promontory. Die heutige Benennung als Kap gilt als etabliert, der weitere Benennungshintergrund ist jedoch nicht überliefert.